# 量子擦除實驗
量子擦除实验（英語：Quantum eraser experiment）在量子力學裏是一種干涉儀實驗，它可以用來演示量子糾纏、量子互補等基本理論。本條目所論述的量子擦除實驗使用雙縫干涉儀來製成干涉圖樣，這實驗有三個步驟：
1. 照射光子束於雙縫干涉儀，然後確認在探測屏出現了干涉圖樣。
2. 觀察光子通過的是哪條狹縫，在觀察時，必須小心翼翼地不過度攪擾光子的運動[a]，然後，證實顯示於探測屏的干涉圖樣已被消毀。這步驟演示出，干涉圖樣是因為「路徑信息」（which way information）的存在而被消毀。
3. 通過特別程序，可以將路徑信息擦除，但也可重新得到干涉圖樣。另外，證實不論擦除過程的完成時間是在光子被探測之前或之後，都會被重新得到干涉圖樣。

在干涉儀實驗裏，干涉圖樣的可視性與路徑信息是兩個互補變量，根據互補原理，假若越能分辨路徑信息，則干涉圖樣可視性越低，假若干涉圖樣可視性越高，則越無法分辨路徑信息。這好似无法同时看到硬币的两面。
1982年，物理學者馬蘭·史庫理（Marlan Scully）與凱·德魯（Kai Drühl）最先提出量子擦除實驗的點子，他們表明，假設測得粒子的路徑信息，則觀察不到干涉圖樣，不管是否攪擾到粒子，但是，假設能夠用某種方法擦除路徑信息，則干涉圖樣又可被觀察到。1991年，史庫理、柏投·恩格勒（Berthold Englert）與賀柏·沃爾特（Herbert Walther）給出實現這實驗的方法。後來，物理學者又設計出很多種不同的量子擦除實驗。
量子擦除技术可以用來提升顯微鏡的分辨率。

## 概述

在雙縫實驗裏，從光源 發射出來的相干光子束，照射在一塊刻有兩條狹縫 和 的不透明擋版 。在擋版的後面，擺設了攝影膠捲或某種探測屏 ，用來紀錄到達 的任何位置 的光波數據。最右邊黑白相間的條紋，顯示出光束在探測屏 的干涉圖樣。

量子力學預測，在雙縫實驗裏，光子被探測到的相對頻率曲線圖：豎坐標為相對頻率，橫坐標為光子位置與中心軸的夾角角度。

本條目所論述的雙縫量子擦除实验是杨氏双缝实验的一種变版。假設在杨氏双缝实验裏，觀測光子到底穿过的是哪条狹縫，則光子會因此無法與自己相互干涉。假設整個光束的每一个光子都像这样被觀測所通过的狹縫，則先前在探測屏顯示出的杨氏双缝实验干涉图案會被消毀。這意味著路徑信息與干涉圖樣可視性是彼此互補的變量。原先，物理學者認為，根據海森堡不確定性原理，在蒐集路徑信息時，不可避免地攪擾了光子的運動，連帶使得干涉圖樣也被洗掉了:36-39。後來，物理學者又證實，光子與探測路徑儀器（標記器）之間的量子糾纏也會造成干涉圖樣被洗掉，完全不需引用海森堡不確定性原理的機制。這實驗結果引出一個特別深奧的問題：互補原理是否比不確定性原理更為基礎？
在本條目所描述的量子擦除實驗裏，蒐集路徑徑信息並沒有不可逆反地攪擾光子，只是按照光子通過的狹縫將光子貼上標籤，稍後，又將這標籤擦除。貼上標籤的光子不能夠與貼上不同標籤的自己相互干涉，因為這兩種標籤相互正交，後果是干涉圖樣被洗掉。然而貼上標籤的光子，若標籤又被擦除，則光子又可以與自己相互干涉，後果是杨氏双缝實驗的特徵干涉圖樣會被再度顯示出來。
本實驗的裝置在空間方面可以分為兩個區域。應用自發參量下轉換技術製成一對糾纏光子對，其兩個光子會分別移動於這兩個區域，彼此不會遭遇到對方。現在，假若移動於其中任意一個區域的光子被攪擾，則由於量子糾纏，移動於另外一個區域的光子會被影響，儘管兩個區域可能在空間上相隔很遙遠。這是一種涉及到超距作用的現象。在第二區域的探測屏所顯示的干涉圖樣可以被消毀或恢復，完全不需改變在第二區域的實驗設施，只需要操控在第一區域移動的糾纏光子；此外關於第二區域的雙狹縫，或其他介於發射晶體與探測屏間的實驗儀器，在光子通過這雙狹縫或實驗儀器之前或之後，都可以進行操控。更具體地說，在這實驗的第二區域裏，假設雙狹縫前面被裝置了標記儀器，因此干涉現象被消毀（因為明確的路徑信息存在），現在，在第一區域進行量子擦除動作，這動作的完成可以有效地擦除路徑信息，從而重新展現干涉圖樣，完全不需改變第二個區域的實驗設施。總結：在第一區域發生的量子擦除事件，能夠超距地重新展現第二區域的干涉圖樣。
延遲選擇量子擦除實驗（delayed choice quantum eraser experiment）是本條目所描述實驗的延伸版。它所使用的設備更為複雜與精緻，能夠演示出更多量子力學的奧秘。在這實驗裏，在第一區域測量或擦除路徑信息的動作可以被延遲至在第二區域光子抵達探測屏之後。本條目所描述實驗沒有這種功能，只能選擇探測器測量的先後次序。儘管如此，仍舊是很有意思的實驗。直覺而言，光子的路徑信息先被測得，因此干涉圖樣被消毀，然後又將路徑信息擦除，這動作是否能夠重新展現干涉圖樣？為了給出正確答案，這實驗必須更仔細地分析論述，而整個實驗展示出的物理現象，符合量子力學的預測。

## 实验步骤
本实验共分為三个阶段。

### 第一阶段

第一阶段，顯示器顯示出的符合計數曲線圖類似典型的相對頻率曲線圖，說明存在干涉現象。

應用自發參量下轉換機制，照射光子束於偏硼酸鋇晶體（beta-barium borate crystal，一種非線性晶體），可以製成很多纠缠光子对，每個纠缠光子对的兩個光子各自具有的能量為先前的一半，它們的偏振彼此相互垂直。假若一個是橫偏振，則另一個是豎偏振；假若一個是豎偏振，則另一個是橫偏振。它們會分別沿著不同路徑移動於相隔一段距離的兩個區域。在第一個區域，光子Fp會直接被探測器Dp吸收。在第二個區域，光子Fs會通過雙狹縫，抵達第二個探測器Ds。假若將偏硼酸鋇晶體的入射光子束光強降低到足夠暗淡，則可確保光子是以一個一個的方式通過雙狹縫。為了只檢試糾纏光子對，將兩個探測器Dp、Ds跟符合電路（coincidence circuit）連結在一起。用步進馬達來移動探測器Ds，按照指令掃描標靶，所收集到的數據可以製成楊式雙縫實驗的標準干涉圖樣，或描述這干涉圖樣的符合計數曲線圖。

### 第二阶段

第二阶段，符合計數曲線圖不同於典型的相對頻率曲線圖，說明不存在干涉現象。

在第二個區域的不透明板的兩條狹縫前面，分別置入光軸方向相互垂直的四分之一波片（quarter-waveplate），分別標記為QWP1、QWP2，這兩種四分之一波片將光子原本的平面偏振分別改為左旋圓偏振、右旋圓偏振，因此可以將光子貼上左旋圓偏振或右旋圓偏振標籤。由於光子Fp與光子Fs糾纏在一起，從光子Fp的偏振信息、光子Fs的標籤，可以推斷出光子Fs的路徑信息。由於左旋圓偏振態與右旋圓偏振態相互垂直，先前顯示出的干涉圖樣會因此銷毀殆盡，這可以從符合計數曲線圖觀察到。

### 第三阶段

第三阶段，光子F_{p}先抵達探測器D_{p}。由於起偏器會吸收很多光子，符合計數約為先前的一半。

第三阶段，光子F_{s}先抵達探測器D_{s}。符合計數曲線圖沒有甚麼不同。

對於第二個區域的裝置不作任何变动，在第一個區域，将一个線性起偏器置入光子Fp的移動路径，使得光子Fp具有對角偏振（橫偏振與豎偏振的偏振方向所形成的夾角，其角平分線方向是這種對角偏振的偏振方向，與橫偏振呈+45°），連帶地因量子糾纏將位於第二個區域的光子Fs的偏振改變為另外一種對角偏振（與橫偏振呈-45°），並且兩種對角偏振的偏振軸相互垂直。因此，先前兩個四分之一波片的作用也會有所改變，它們各自會製成機率幅比例不同的左旋圓偏振態與右旋圓偏振態疊加在一起的量子態。這樣，探測器Ds不再能從偏振態決定光子到底通過哪條狹縫，干涉圖樣又會再被恢復。
至此為止，這實驗設定光子Fp先抵達探測器Dp，然後光子Fs再抵達探測器Ds。這實驗也可以先讓光子Fs抵達探測器Ds，然後讓光子Fp通過±45°起偏器，使得光子Fp的偏振在對角化之後，才抵達探測器Dp。這是一種侷限的延遲選擇量子擦除實驗，實驗者不能選擇搜集路徑信息還是擦除路徑信息，只能選擇探測器測量的先後次序。儘管設計如此，仍舊是很有意思的實驗。直覺而言，光子的路徑信息先被測得，因此干涉圖樣被消毀，然後又將這信息擦除，這動作是否能夠重現干涉圖樣？
仔細分析此案例。假設光子Fs先抵達探測器Ds，則探測器Ds可以測得光子Fs的偏振是左旋圓偏振還是右旋圓偏振，但這並不足以推斷光子Fs的路徑信息，還必須知道光子Fp的偏振到底是橫偏振還是豎偏振，可是，通過±45°起偏器後，光子Fp的偏振變為橫偏振與豎偏振的對稱組合或反對稱組合。所以，對於這案例，並不存在任何有關光子Fs的路徑信息，也沒有任何信息需要被擦除。將探測器Ds、Dp的數據通過符合電路匹配後，會得到類似先前的干涉圖樣。在這案例裏，實驗得到的結果符合量子力學預測，不論先後次序為何，結果都一樣。

## 數學表述

### 第一阶段
自發參量下轉換製成的纠缠光子对，其糾纏態為標準的貝爾量子態：
{\displaystyle |\Psi \rangle =(|H\rangle _{s}|V\rangle _{p}+|V\rangle _{s}|H\rangle _{p})/{\sqrt {2}}}；
其中，{\displaystyle |H\rangle }是橫偏振、{\displaystyle |V\rangle }是豎偏振、p與s分別標記光子Fp與Fs。
由於光子Fs通過第二個區域的雙狹縫，其量子態{\displaystyle |\Psi \rangle }變為
{\displaystyle |\Psi \rangle =(|\psi _{a}\rangle +|\psi _{b}\rangle )/{\sqrt {2}}}、
{\displaystyle |\psi _{a}\rangle =(|H\rangle _{a}|V\rangle _{p}+|V\rangle _{a}|H\rangle _{p})/{\sqrt {2}}}、
{\displaystyle |\psi _{b}\rangle =(|H\rangle _{b}|V\rangle _{p}+|V\rangle _{b}|H\rangle _{p})/{\sqrt {2}}}；
其中，{\displaystyle a}、{\displaystyle b}分別標記狹縫a、狹縫b。
假設探測器Dp測量得到光子Fp的偏振為橫偏振，則光子Fp的量子態為{\displaystyle |H\rangle }，光子Fs的量子態為{\displaystyle (|V\rangle _{a}+|V\rangle _{b})/{\sqrt {2}}}，這正是在雙縫實驗裏單獨光子通過雙狹縫的量子態，是光子通過狹縫a的量子態與狹縫b的量子態，這兩種量子態的疊加，因此，在探測屏會顯示出干涉圖樣。
類似地，假設探測器Dp測量得到光子Fp的偏振為豎偏振，則光子Fp的量子態為{\displaystyle |V\rangle }，光子Fs的量子態為{\displaystyle (|H\rangle _{a}+|H\rangle _{b})/{\sqrt {2}}}，因此，在探測屏會顯示出干涉圖樣。

### 第二阶段
由於置入光軸方向不同的四分之一波片，量子態{\displaystyle |\psi _{a}\rangle }、{\displaystyle |\psi _{b}\rangle }分別變為
{\displaystyle |\psi _{a}\rangle =(|L\rangle _{a}|V\rangle _{p}+i|R\rangle _{a}|H\rangle _{p})/{\sqrt {2}}}、
{\displaystyle |\psi _{b}\rangle =(|R\rangle _{b}|V\rangle _{p}-i|L\rangle _{b}|H\rangle _{p})/{\sqrt {2}}}。
假設探測器Dp測得光子Fp的偏振為橫偏振，則光子Fp的量子態為{\displaystyle |H\rangle }，光子Fs的量子態為{\displaystyle (|R\rangle _{a}-|L\rangle _{b})/{\sqrt {2}}}。假設探測器Ds測得光子Fs的偏振為左旋圓偏振，則光子Fs通過的是狹縫b；假設探測器Ds測量得到光子Fs的偏振為右旋圓偏振，則光子Fs通過的是狹縫a。所以，由於置入四分之一波片，可以得知光子通過雙狹縫的路徑信息，但由於左旋圓偏振態{\displaystyle |L\rangle }與右旋圓偏振態{\displaystyle |R\rangle }相互正交，在探測屏不會顯示出干涉圖樣。
類似地，假設探測器Dp測量得到光子Fp的偏振為豎偏振，則光子Fp的量子態為{\displaystyle |V\rangle }，光子Fs的量子態為{\displaystyle (|L\rangle _{a}+|R\rangle _{b})/{\sqrt {2}}}。假設探測器Ds測量得到光子Fs的偏振為左旋圓偏振，則光子Fs通過的是狹縫a；假設探測器Ds測量得到光子Fs的偏振為右旋圓偏振，則光子Fs通過的是狹縫b。所以，由於置入四分之一波片，可以得知光子通過雙狹縫的路徑信息，但由於左旋圓偏振態{\displaystyle |L\rangle }與右旋圓偏振態{\displaystyle |R\rangle }相互正交，在探測屏不會顯示出干涉圖樣。

### 第三阶段
在第二階段，量子態{\displaystyle |\Psi \rangle =|\psi _{a}\rangle +|\psi _{a}\rangle }可以以對稱態{\displaystyle |+\rangle =(|x\rangle +|y\rangle )/{\sqrt {2}}}、反對稱態{\displaystyle |-\rangle =(|x\rangle -|y\rangle )/{\sqrt {2}}}表示為
{\displaystyle |\Psi \rangle =[(|+\rangle _{a}-i|+\rangle _{b})|+\rangle _{p}+(i|-\rangle _{a}-|-\rangle _{b})|-\rangle _{p})]/2}。
假設探測器Dp測量得到光子Fp處於對稱態{\displaystyle |+\rangle }，則光子Fs的量子態為{\displaystyle (|+\rangle _{a}-i|+\rangle _{b})/{\sqrt {2}}}。這正是在雙縫實驗裏單獨光子通過雙狹縫的一種疊加態，因此，在探測屏會顯示出干涉圖樣。
假設探測器Dp測量得到光子Fp處於反對稱態{\displaystyle |-\rangle }，則光子Fs的量子態為{\displaystyle (i|-\rangle _{a}-|-\rangle _{b})/{\sqrt {2}}}。這也是在雙縫實驗裏單獨光子通過雙狹縫的一種疊加態，因此，在探測屏會顯示出干涉圖樣。
這兩個實驗所得到的兩種不同相的干涉圖樣，分別顯示出條紋圖樣與反條紋圖樣。將這兩組實驗數據合併在一起處理，兩個干涉圖樣相加之後，所得的圖樣大致與第二階段得到的圖樣相似──不會顯示出干涉圖樣。
在前面這兩個案例裏，光子Fp先抵達探測器Dp，然後光子Fs再抵達探測器Ds。現在，設定光子Fs先抵達探測器Ds，然後光子Fp再抵達起偏器與探測器Dp。假設探測器Ds測得光子Fs為左旋圓偏振態{\displaystyle |L\rangle }，但是由於探測器Dp尚未測得光子Fp的量子態，無法得知光子Fs的路徑信息。即使Dp後來測得光子Fp的量子態，由於45°起偏器的作用，只能得到光子Fp是對稱態{\displaystyle |+\rangle }或反對稱態{\displaystyle |-\rangle }的信息，仍舊無法得知光子Fs的路徑信息。另外，既然探測器Dp並未測得光子Fs的路徑信息，沒有任何路徑信息被擦除，那麼，量子擦除的功能在這裏到底為何？在實驗方面，將兩個探測器獲得的數據輸入給符合電路匹配之後，在探測屏會顯示出干涉圖樣。總結，實驗測得的結果符合量子力學預測，不論先後次序為何，結果都一樣。